# Emmy Noether
Amalie Emmy Noether (Erlangen, 23. ožujka 1882. – Bryn Mawr, 14. travnja 1935.) bila je njemačka matematičarka. Jedna od najvećih matematičarki svih vremena.
Bavila se matematičkom fizikom, teorijom prstena, teorijom polja i apstraktnom algebrom. Po njoj se zove Noetherin teorem iz 1915., koji objašnjava vezu između simetrije i zakona održanja.
Kći je poznatoga matematičara Maxa Noethera i Ide Amalije Kaufmann židovskog podrijetla. Rođena je u bavarskom gradu Erlangenu i od ranog doba pokazivala je snažne intelektualne sposobnosti. Nakon polaganja ispita potrebnih za podučavanje francuskoga i engleskoga jezika, izabrala je matematiku na Sveučilištu u Erlangenu, gdje ju je učio njen otac. Diplomirala je pod nadzorom Paula Alberta Gordana, radila je na Institutu za matematiku sedam godina bez novčane naknade.
Godine 1915. pozvali su je David Hilbert i Felix Klein da bude dio fakulteta Georg-August Sveučilišta u Göttingenu za matematiku. Neki članovi fakulteta protivili su se tvrdeći, da se naslov docenta ne može pripisati ženama. Godine 1919., konačno joj je bilo dopušteno polagati ispit za kvalifikaciju, koju je dobila, ali je nastavila podučavati bez plaće do 1923.
Tijekom studija na Göttingenu osvojila je poštovanje širom svijeta za svoj inovativni rad u matematici. Pozvana je da održi plenarno predavanje na Međunarodnom kongresu matematičara u Zürichu, u Švicarskoj 1932. Sljedeće godine nacistička vlada Njemačke zabranila je studiranje Židovima. Emigrirala je u Sjedinjene Američke Države, gdje je dobila posao na College Bryn Mawr u Pennsylvaniji. Godine 1935. podvrgnuta je operaciji ciste jajnika i umrla četiri dana kasnije.